# سپیده (بازیگر)
نسرین کهزک (زادهٔ ۱۳۳۲) که با نام هنری سپیده شناخته می‌شود، بازیگر بازنشستهٔ اهل ایران است. او فعالیتش را در دههٔ ۱۳۵۰ ایران پهلوی آغاز کرد و برای بازی در بی‌قرار (۱۳۵۲) برندهٔ جایزهٔ بهترین بازیگر نقش دوم زن از جشنواره فیلم سپاس شد. او پس از انقلاب ۱۳۵۷ از بازیگری کناره‌گیری کرد.

## زندگی هنری
وی با نام مستعار سپیده و با فیلم پهلوان مفرد ساختهٔ امان منطقی به سینما آمد. در این فیلم بازیگرانی چون ناصر ملک‌مطیعی و رضا بیک ایمانوردی شرکت داشتند. وی پیش از اینکه به سینما بیاید، در سال ۱۳۴۸ شرکت در فیلمهای تبلیغاتی را شروع کرد. سپیده به خاطر بازی در فیلم بی‌قرار، برنده جایزه بهترین بازیگر نقش دوم زن از ششمین جشنواره سپاس شد. وی یک برادر کوچکتر از خود بنام رامسین کبریتی دارد، امیر علی منطقی پسر سپیده می‌باشد. او پس از انقلاب از عرصه بازیگری خداحافظی کرد.

### اطلاعات کلی
- دارای مدرک تحصیلی دیپلم
- ۱۳۵۰ - شروع فعالیت در سینما با بازی در فیلم پهلوان مفرد

## نگارخانه

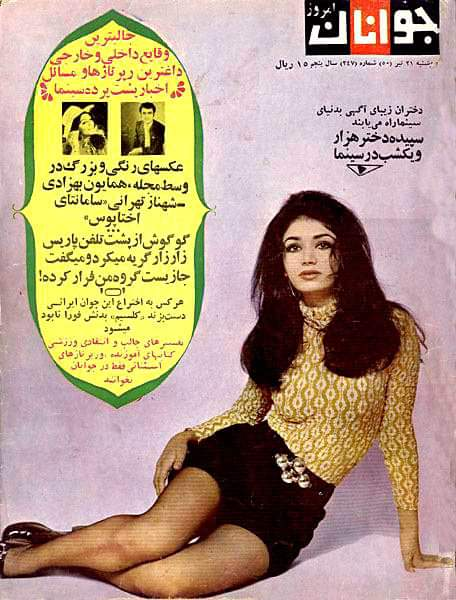
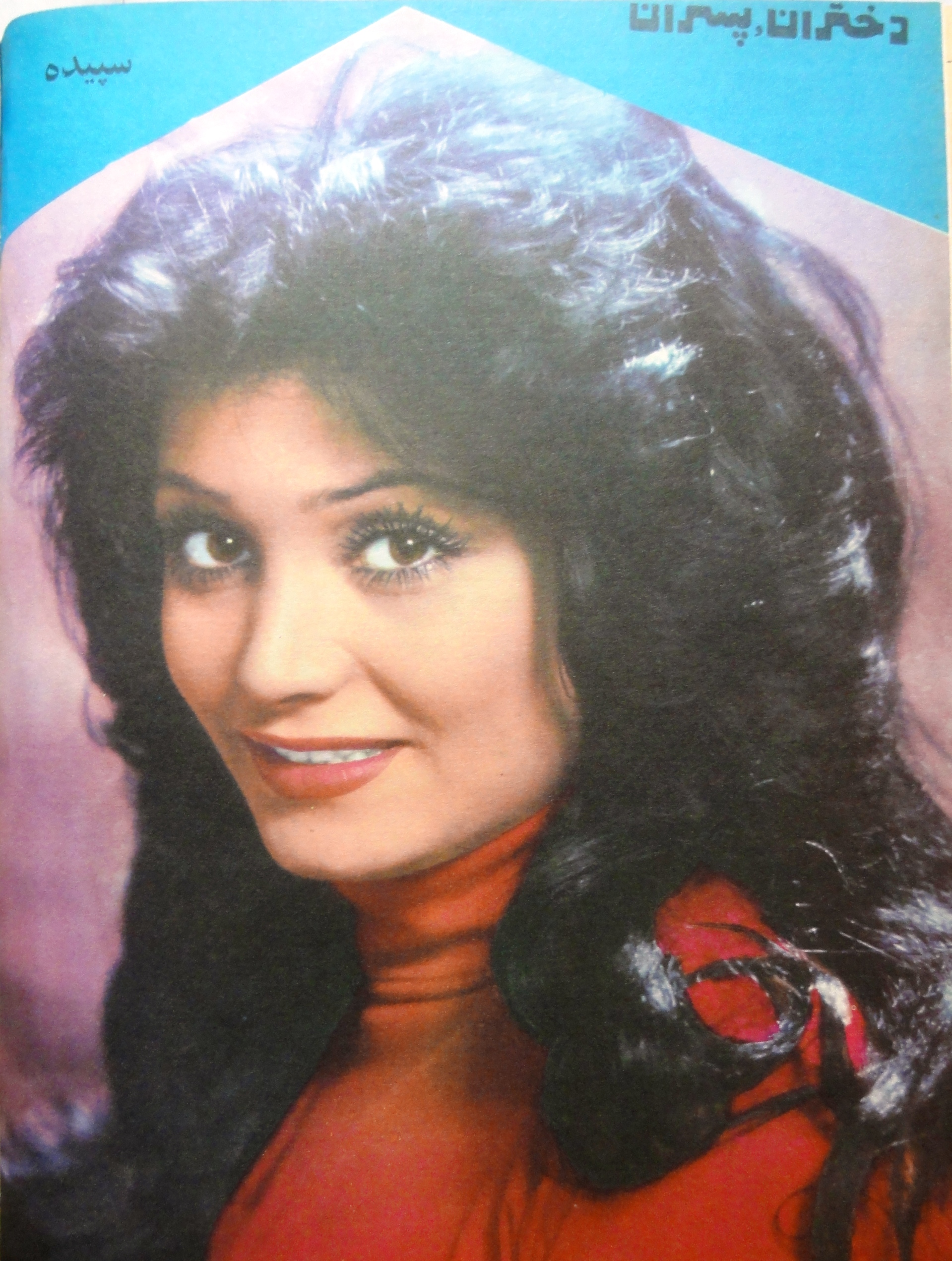
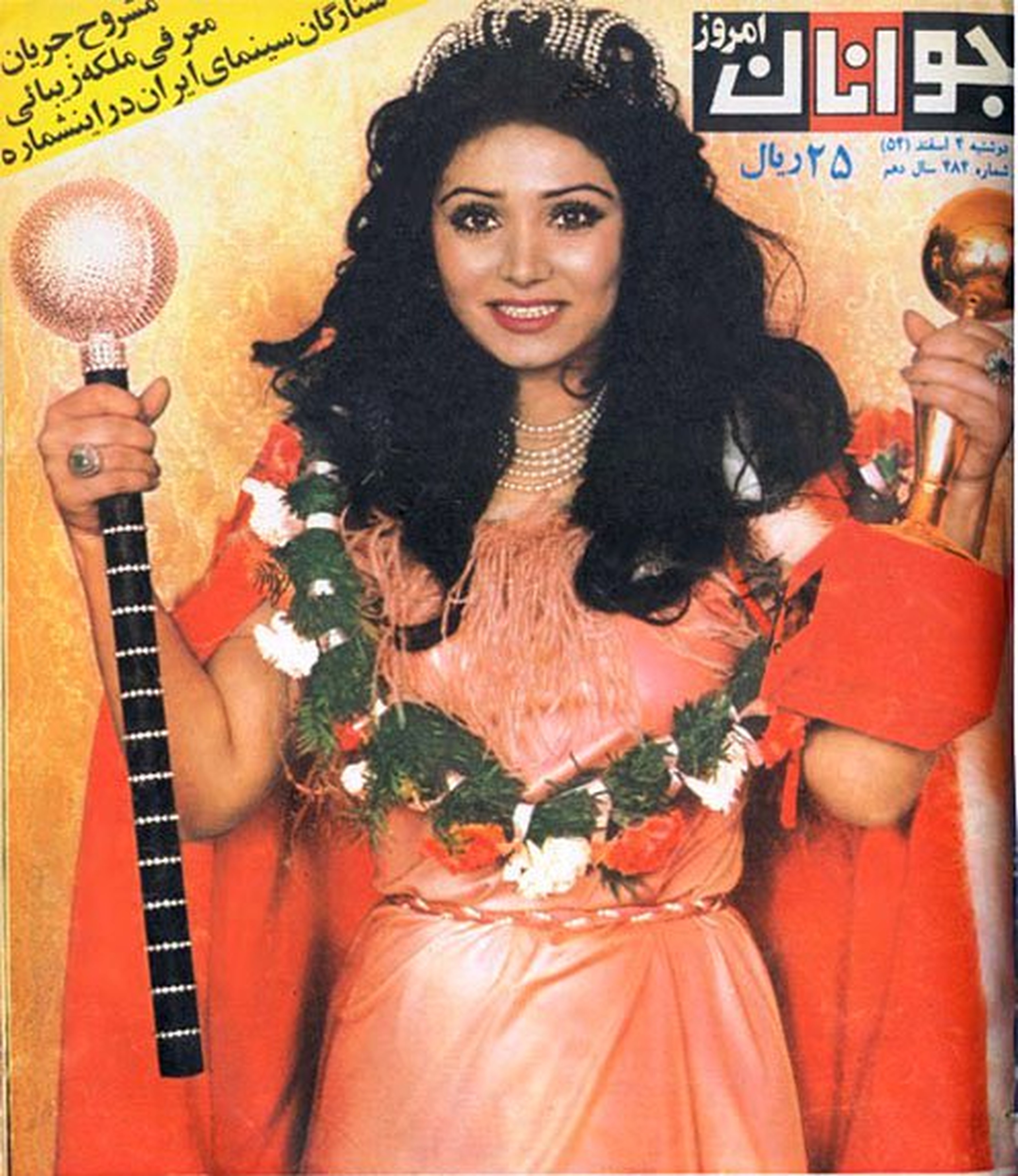
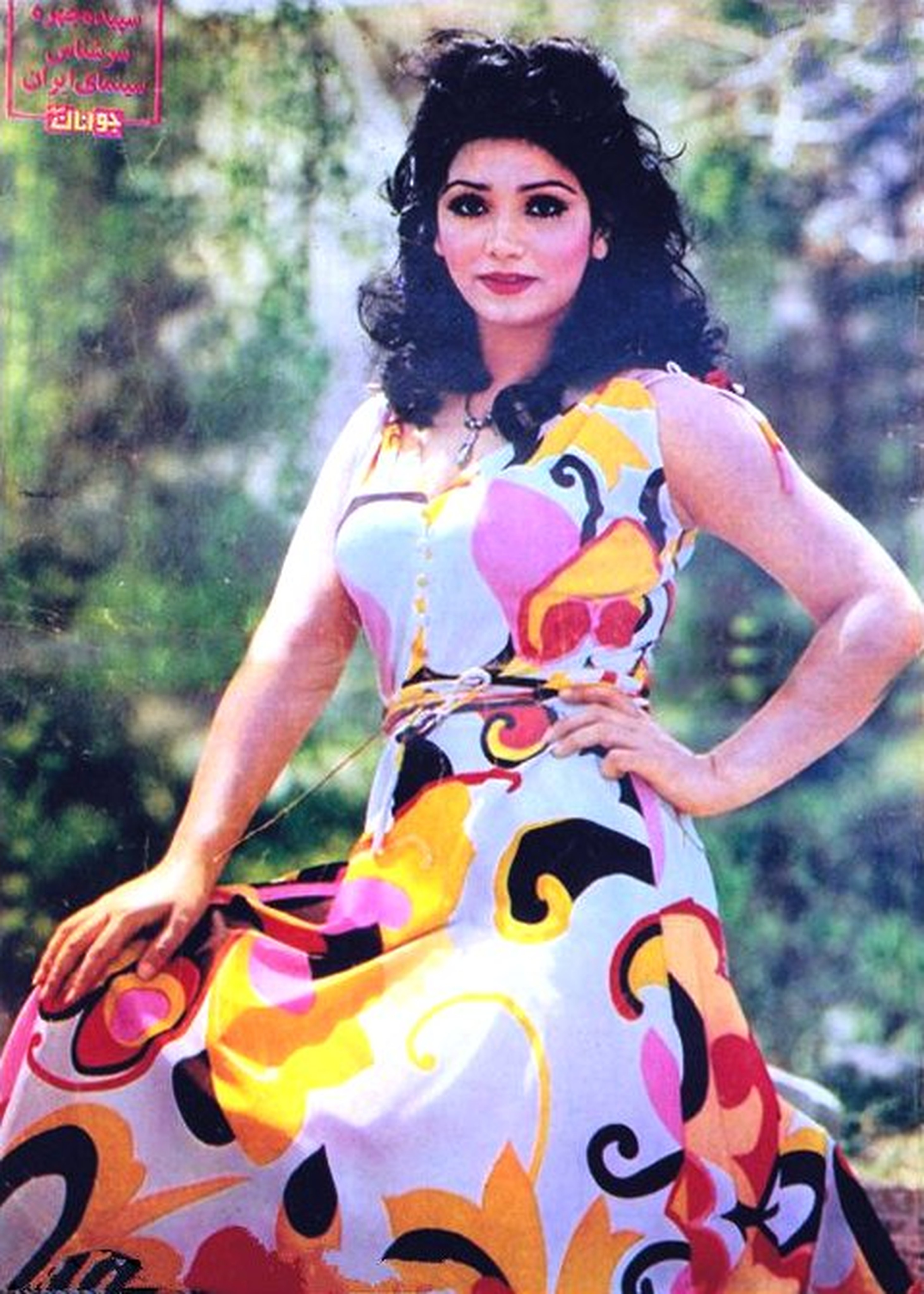
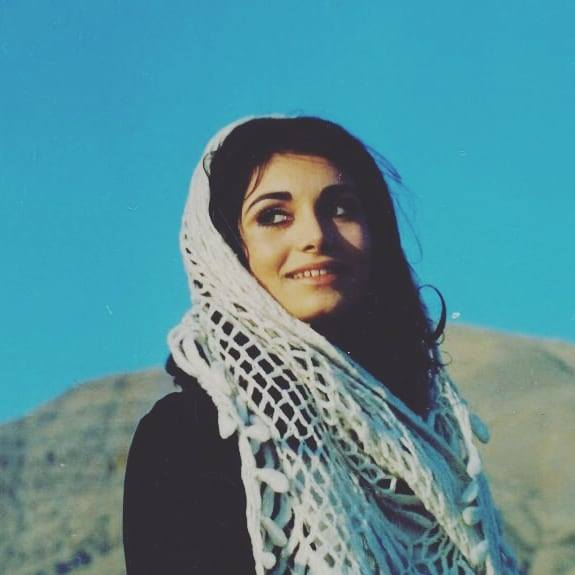
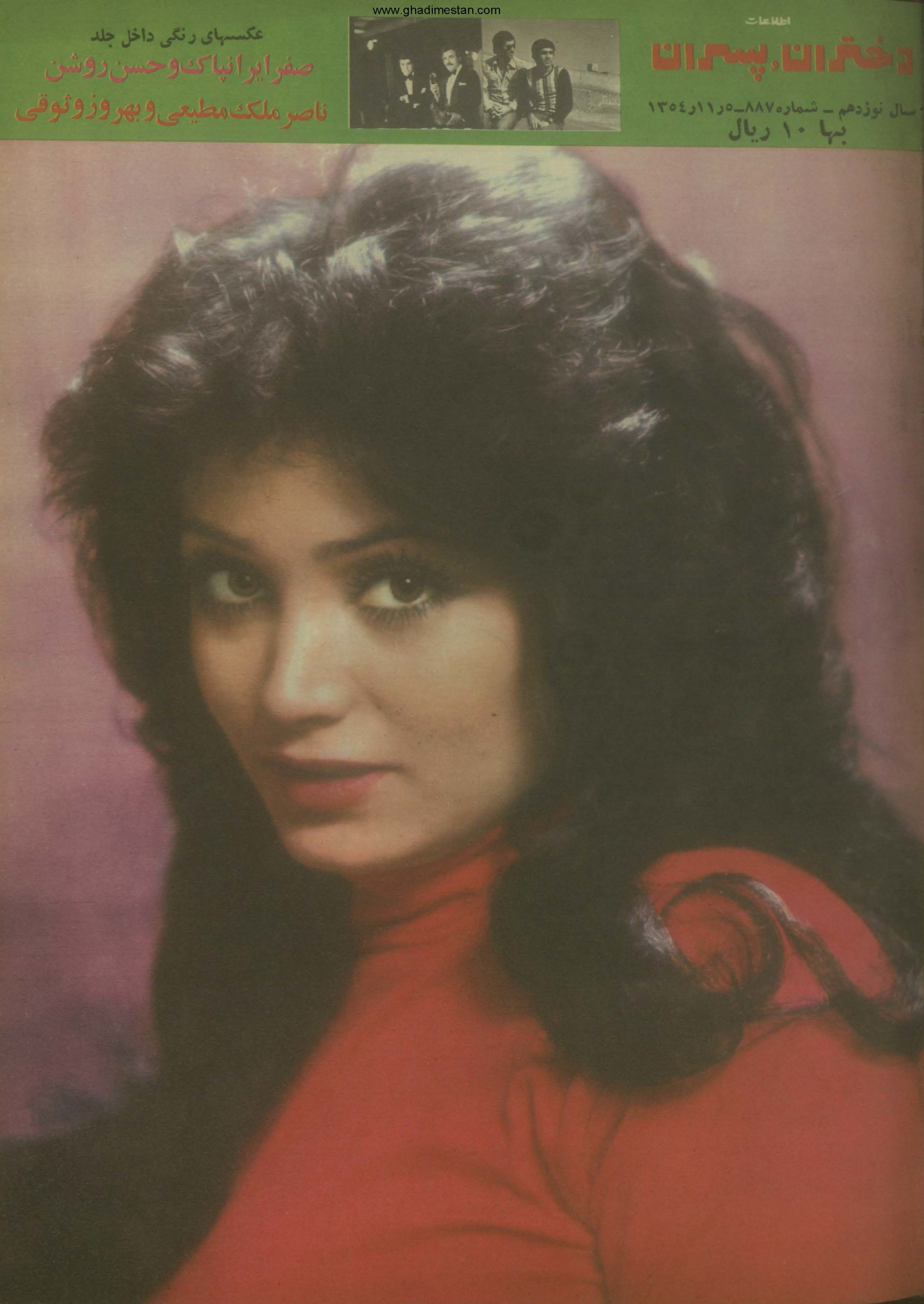

## فیلم‌شناسی

سپیده و جمشید مهرداد در فیلم بی‌نشان

- ۱۳۵۷ - نفس‌بریده
- ۱۳۵۶ - حرمت رفیق
- ۱۳۵۶ - زن
- ۱۳۵۵ - بی‌گناه
- ۱۳۵۵ - بی‌نشان
- ۱۳۵۵ - دلقک
- ۱۳۵۴ - اضطراب
- ۱۳۵۴ - حسرت
- ۱۳۵۴ - کمین
- ۱۳۵۴ - هوس
- ۱۳۵۳ - سپس هیچ‌کدام باقی نماندند
- ۱۳۵۳ - آب
- ۱۳۵۳ - خوشگلا عوضی گرفتین
- ۱۳۵۳ - مسافر
- ۱۳۵۳ - هیاهو
- ۱۳۵۲ - بی‌قرار در نقش کبری (سوری)
- ۱۳۵۲ - خروس
- ۱۳۵۲ - شیخ صالح
- ۱۳۵۱ - بابا نان داد
- ۱۳۵۰ - نقره‌داغ
- ۱۳۵۰ - پهلوان مفرد